# 馬爾科姆·里夫金德
馬爾康·芮夫金（Sir Malcolm Leslie Rifkind；1946年6月21日—），英國保守黨政治家和肯辛頓國會議員。他在和約翰·梅傑首相內閣內擔任部長，包括蘇格蘭事務大臣（1986-1990年），國防大臣（1992-1995年）和外交及聯邦事務大臣（1995-1997）。
馬爾科姆·里夫金德是愛丁堡國會議員（MP）（從1974年到1997年）。
首相甘民樂上任後，他被任命為情報和安全委員會主席。馬爾科姆·里夫金德支持保守黨改革小組，並倡導英國軍事干預敘利亞內戰。